# Charles-Maurice Ernest Jacquelot de Moncets
Pour les articles homonymes, voir Jacquelot.
Charles-Maurice de Moncets (né le 23 juillet 1827 à Bar-le-Duc et mort le 4 juillet 1906) est un militaire français.

## Biographie
Fils de Balthazard Jacquelot de Moncets (1770-1831) et de Charlotte Labrèche de Haldat (1795-1881), Charles-Maurice de Moncets sortit 73e de l'École spéciale militaire de Saint-Cyr en 1850.
Après avoir participé à la guerre de Crimée en 1855 où il fut nommé chevalier de la Légion d'honneur devant Sébastopol (cité à l'ordre de l'armée d'Orient), il fut envoyé en 1859 dans les confins algéro-marocains. Il prit part à la campagne de Chine de 1860 (cité à l'ordre de l'armée de Chine) où il eut un rôle décisif dans la prise du pont de Baliqiao le 1er novembre 1860, puis à la campagne de Cochinchine.
De 1862 à 1866, c'est la Campagne d'Italie, et il reçut, lors des opérations de protection du Saint-Siège en 1867, la médaille de l'ordre du Pape Pie IX.
Nommé général de brigade en 1879, puis de division en 1886, il finit sa carrière comme Grand officier de la Légion d'honneur.
Il a donné son nom au Château Moncets, propriété viticole située dans le vignoble Lalande-de-Pomerol.

## Décorations
- Grand officier de la Légion d'honneur (décret du 28 décembre 1889[2])